# Чемпионат СССР по лыжным гонкам 1927
Личное первенство СССР на 3-м республиканском зимнем празднике проходило в Ленинграде с 18 по 18 февраля 1927 года.
Соревнования проводились по четырём дисциплинам — гонки на 16, 30 км (мужчины), гонка на 5 км (женщины), комбинированная эстафета (I этап — женщины пересечённая местность — 3,5 км, II этап — мужчины, пересечённая местность — 7,5 км, III этап — женщины, равнина — 5 км, IV этап — мужчины, равнина — 10 км).
Вне конкурса выступали финские лыжники рабочего спортивного союза.

## Медалисты
| Дисциплина                     | Золото                                                                   | Серебро                                                                   | Бронза                                                              |
| ------------------------------ | ------------------------------------------------------------------------ | ------------------------------------------------------------------------- | ------------------------------------------------------------------- |
| Гонка на 16 км мужчины         | Васильев Дмитрий Клуб им. Октябрьской революции Москва                   | Гусев Павел Выборгский район Ленинград                                    | Усачев Н. Воднолыжная станция Москва                                |
| Гонка на 30 км мужчины         | Васильев Дмитрий Клуб им. Октябрьской революции Москва                   | Додонов Аркадий Курская железная дорога Тула                              | Бычков Алексей Казанская железная дорога Рязань)                    |
|                                |                                                                          |                                                                           |                                                                     |
| Дисциплина                     | Золото                                                                   | Серебро                                                                   | Бронза                                                              |
| Гонка на 5 км женщины          | Чистякова Галина «Пищевик» Москва                                        | Царёва Елизавета «Красный оружейник» Тула                                 | Герасимова Анна «Рабземлес» Москва                                  |
|                                |                                                                          |                                                                           |                                                                     |
| Дисциплина                     | Золото                                                                   | Серебро                                                                   | Бронза                                                              |
| Комбинированная эстафета 26 км | Тула Тресучева Антонина Бессонов Леонид Царева Елизавета Додонов Аркадий | Ленинград Гусева(Воробьева) Варвара Гусев Павел Нордлинг Чистяков Николай | Рязань Максимова С. Сахаров Михаил Лебедева Серафима Бычков Алексей |